# Harfleur
Cet article possède un paronyme, voir Barfleur.
Harfleur (prononciation dialectale : API [aʁ'fly], notation Rousselot-Gilliéron àrflu) est une commune française située dans le département de la Seine-Maritime en région Normandie.

## Géographie

### Localisation
Cette commune limitrophe du Havre est située sur la rive droite de la Seine, dans le canton du Havre-2.
|          | Montivilliers |                      |
| Le Havre | Harfleur      |                      |
|          |               | Gonfreville-l'Orcher |

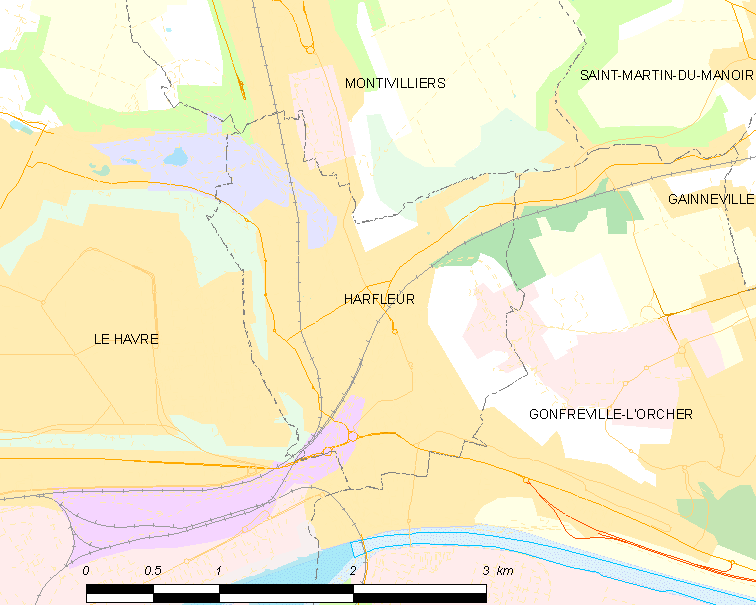
Carte de la commune.

Le sentier de grande randonnée 2 (Dijon au Havre) passe par Harfleur.

### Hydrographie
La commune est située dans le bassin Seine-Normandie. Elle est drainée par la Lezarde, la rivière de Saint-Laurent, la Rouelles et un bras de la Lézarde,,.
La Lézarde, d'une longueur de 14 km, prend sa source dans la commune de Saint-Martin-du-Bec et se jette  dans le canal de Tancarville à Gonfreville-l'Orcher, après avoir traversé sept communes. Les caractéristiques hydrologiques de la Lézarde sont données par la station hydrologique située sur la commune de Montivilliers. Le débit moyen mensuel est de 1,07 m3/s. Le débit moyen journalier maximum est de 7,82 m3/s, atteint lors de la crue du 1er juin 2003. Le débit instantané maximal est quant à lui de 12,9 m3/s, atteint le même jour.

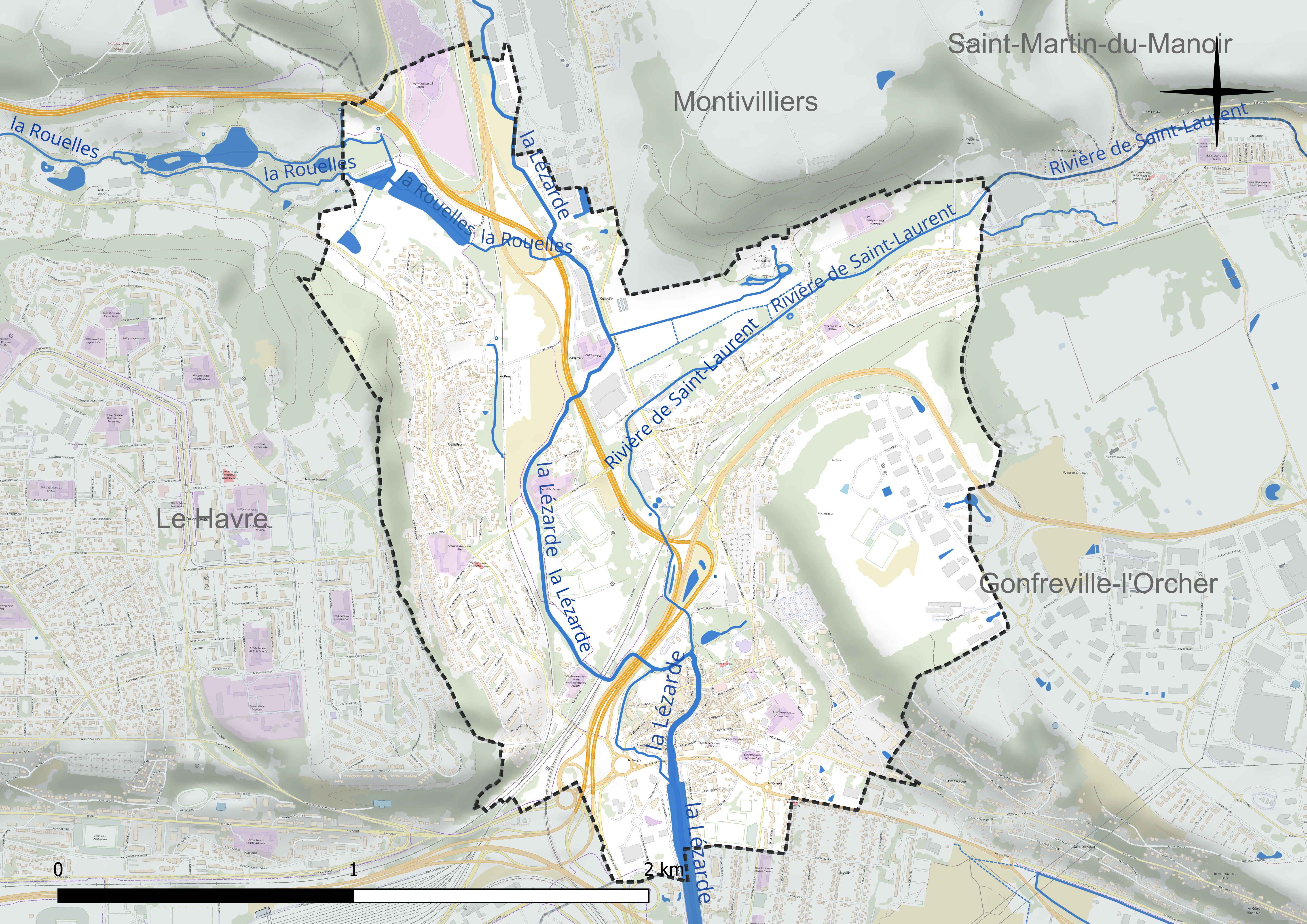
Réseau hydrographique d'Harfleur.

### Climat
Pour des articles plus généraux, voir Climat de la Normandie et Climat de la Seine-Maritime.
En 2010, le climat de la commune est de type climat océanique franc, selon une étude du CNRS s'appuyant sur une série de données couvrant la période 1971-2000. En 2020, Météo-France publie une typologie des climats de la France métropolitaine dans laquelle la commune est exposée à un climat océanique et est dans la région climatique Côtes de la Manche orientale, caractérisée par un faible ensoleillement (1 550 h/an) ; forte humidité de l’air (plus de 20 h/jour avec humidité relative > 80 % en hiver), vents forts fréquents. Parallèlement le GIEC normand, un groupe régional d’experts sur le climat, différencie quant à lui, dans une étude de 2020, trois grands types de climats pour la région Normandie, nuancés à une échelle plus fine par les facteurs géographiques locaux. La commune est, selon ce zonage, exposée à un « climat maritime », correspondant au Pays de Caux, frais, humide et pluvieux, légèrement plus frais que dans le Cotentin.
Pour la période 1971-2000, la température annuelle moyenne est de 10,8 °C, avec une amplitude thermique annuelle de 13 °C. Le cumul annuel moyen de précipitations est de 823 mm, avec 12,6 jours de précipitations en janvier et 8,3 jours en juillet. Pour la période 1991-2020, la température moyenne annuelle observée sur la station météorologique la plus proche, située sur la commune de Octeville-sur-Mer à 8 km à vol d'oiseau, est de 11,5 °C et le cumul annuel moyen de précipitations est de 790,7 mm,. Pour l'avenir, les paramètres climatiques de la commune estimés pour 2050 selon différents scénarios d'émission de gaz à effet de serre sont consultables sur un site dédié publié par Météo-France en novembre 2022.

## Urbanisme

### Typologie
Au 1er janvier 2024, Harfleur est catégorisée grand centre urbain, selon la nouvelle grille communale de densité à sept niveaux définie par l'Insee en 2022.
Elle appartient à l'unité urbaine du Havre, une agglomération intra-départementale regroupant 18 communes, dont elle est une commune de la banlieue,,. Par ailleurs la commune fait partie de l'aire d'attraction du Havre, dont elle est une commune du pôle principal,. Cette aire, qui regroupe 116 communes, est catégorisée dans les aires de 200 000 à moins de 700 000 habitants,.

### Occupation des sols
L'occupation des sols de la commune, telle qu'elle ressort de la base de données européenne d’occupation biophysique des sols Corine Land Cover (CLC), est marquée par l'importance des territoires artificialisés (81,7 % en 2018), en augmentation par rapport à 1990 (68,2 %).
La répartition détaillée en 2018 est la suivante : zones urbanisées (56,6 %), zones industrielles ou commerciales et réseaux de communication (19 %), prairies (8,3 %), zones humides intérieures (6,5 %), espaces verts artificialisés, non agricoles (6,1 %), forêts (3,5 %).

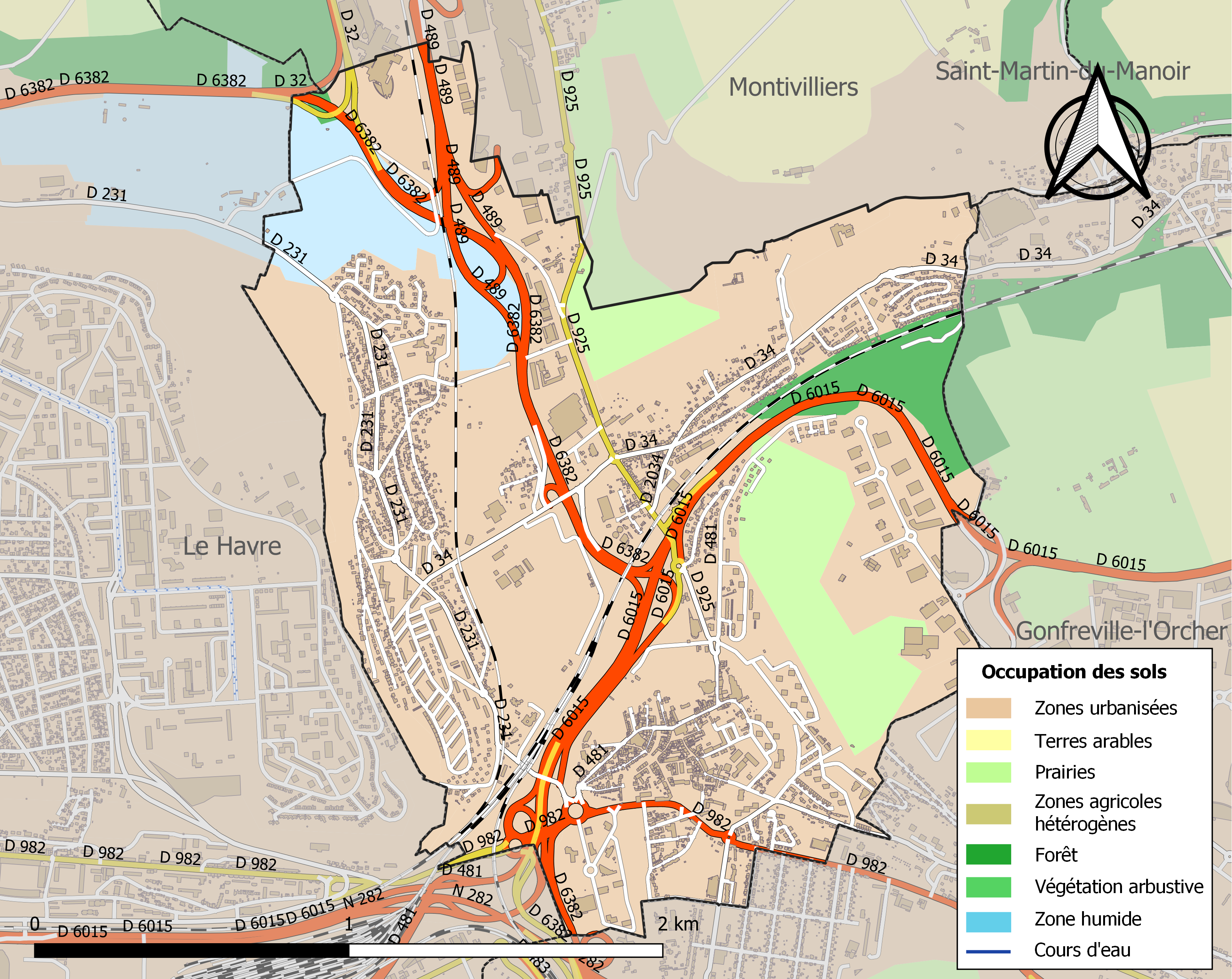
Carte des infrastructures et de l'occupation des sols de la commune en 2018 (CLC).

L'évolution de l’occupation des sols de la commune et de ses infrastructures peut être observée sur les différentes représentations cartographiques du territoire : la carte de Cassini (XVIIIe siècle), la carte d'état-major (1820-1866) et les cartes ou photos aériennes de l'IGN pour la période actuelle (1950 à aujourd'hui).

### Voies de communication et transports

#### Transports en commun
En tant que membre de la communauté de l'agglomération havraise, la commune est desservie par le réseau de la compagnie des transports de la porte océane dont les lignes 2, 17,14,10 et 12 s’arrêtent à Harfleur.

#### Voies ferrées
Harfleur compte deux gares desservies par le réseau TER Normandie :
- la gare d'Harfleur, située sur la ligne de Paris-Saint-Lazare au Havre et desservie par les trains assurant la liaison entre Le Havre et Rouen-Rive-Droite. Elle se situe au nord du centre-ville, en retrait de la rue Paul Doumer ;
- la gare d'Harfleur-Halte, située sur la ligne du Havre-Graville à Tourville-les-Ifs est desservie par des trains express régionaux de la relation Lézard’Express Régionale (LER). Elle se situe à l'ouest de la commune, entre le centre-ville et le quartier de Beaulieu.

## Toponymie
C'est sans doute sous le nom de Caracotinum que le lieu est mentionné vers 300 dans l'Itinéraire d'Antonin.
Il s'agit probablement d'un ancien nom celtique (gaulois), mais son identification est problématique. Peut-être doit-on rapprocher le premier élément du gaulois carato- / carata- qui avait le sens d'« ami(e) ». La forme attestée serait une cacographie pour *Caratotinum ou *Caratacinum. La finale (latinisée) -inum se retrouve dans d'autres noms de lieux antiques de la Seine-Maritime comme Barentin (Barentini en 1006) et l'ancien nom d'Héricourt-en-Caux (Gravinum vers 300).
Cet ancien toponyme, dont la forme plus évoluée phonétiquement au Haut Moyen Âge nous est inconnue, sort de l'usage probablement vers le Xe siècle, tout comme d'autres noms de lieux antiques du futur duché de Normandie (cf. les noms modernes de Caudebec-en-Caux, Caudebec-lès-Elbeuf, Dieppe, Cherbourg, etc. qui remplacent des noms antiques).
À partir du XIe siècle, les formes attestées n'ont pas de rapport apparent avec le nom antique : Harofloz en 1006 ; Harofloth en 1025 ; Herolfluoth en 1035, Herufflueth vers 1060.
A priori, le second élément -fleur est un appellatif toponymique, que l'on retrouve dans l'ancien normand fleu dont le sens est donné par un document du XIIIe siècle mentionnant le fleu de Lestre, c'est-à-dire « la rivière de Lestre », Lestre étant un village du Cotentin. Le [r] final de -fleur qui n'apparaît que tardivement, s'explique par l'analogie avec le mot fleur qui se prononce de manière identique en dialecte normand : fleu, d'où cette réécriture « officielle » des noms en -fleu avec un [r] final. La prononciation populaire [arfly] est donc justifiée par l'étymologie.
Les toponymes en -fleur (cf. Honfleur, Barfleur, Vittefleur, Fiquefleur, etc.) sont tous situés à proximité du littoral, dans la zone de diffusion de la toponymie anglo-scandinave ou norroise.
L'origine exacte de cet appellatif est débattue par les spécialistes de la toponymie :
- selon certains, il serait issu du vieux norrois flóð « flux, marée, flot », croisé avec flói « rivière se jetant dans la mer »[23] ;
- pour d'autres, il s'agit du vieil anglais flōd « flux, marée, flot »[24] ;
- enfin, les formes anciennes en -flueth, -flet, -fluoth (de Honfleur ou de Barfleur par exemple), ainsi que le sens, impliquerait plutôt d'avoir recours au vieil anglais flēot ( > anglais fleet) « cours d'eau, bras de mer » comme dans les noms de lieux anglais en -fleet (Adingfleet, etc.)[25].

Le premier élément est sans doute un nom de personne. En effet, la plupart des noms en -fleur ont comme premier élément un anthroponyme. En outre, la forme de 1035, vraisemblablement basée sur une forme encore plus ancienne, est tout à fait claire à ce sujet.
Le nom de personne francique Herold pourrait convenir phonétiquement, mais il n'existe pas de trace de [t] ou de [d] dans les formes anciennes. On le reconnaît bien en revanche dans Bois-Héroult (Bosco Heroldi en 1203). Par contre, l'hypothèse du nom de personne anglo-saxon Herulf et francique Herulfus est plus forte, vu la nature des formes anciennes et la possible assimilation du premier [f] au second, phénomène fréquent en phonétique. En revanche, aucun auteur n'a envisagé d'avoir recours au nom de personne vieux norrois HærulfR (vieux danois Herulf) qui convient tout aussi bien et dont l'association avec -fleur n'est pas contradictoire, puisqu'on retrouve d'autres noms norrois associés à des noms en -fleur (cf. Honfleur ou en -fleet en Angleterre) et à d'autres appellatifs toponymiques d'origine anglo-saxonne.
Cette hypothèse se trouve renforcée par l'existence du patronyme Hérouf, quoique jadis uniquement attesté en Basse-Normandie, on peut l'identifier en Haute-Normandie (et dans certaines régions de Basse-Normandie), même si la prononciation de la finale s'est confondue avec celle des noms issu de -old (cf. Ygout (Seine-Maritime) pour Ingouf en Cotentin, etc.). Dans cette perspective, les patronymes Harou, Hérout et Héroult sont pour certains identiques au nom Hérouf, dans la mesure où ils sont typiquement normands.
À noter que l'explication traditionnelle par le vieux norrois hár « haut » pour expliquer l'élément Har- de Harfleur, d'où le sens global de « port du haut » n'a pas de fondement. Les formes anciennes plaident pour Herol- > Haro- qui est une évolution phonétique régulière, et la présence de -ol et de -o est difficilement compatible avec cette explication. En outre, l'élément -fleur est généralement associé à un nom de personne, comme le montrent les nombreux couples du type Honnaville / Honfleur (anciennement Honnefleu) ; Barbeville / Barfleur (anciennement Barbefleu) ou encore Crémanville / Crémanfleur, basés sur le nom du même propriétaire (-ville n'étant, par ailleurs, jamais associé à un adjectif norrois). Idem pour les noms en -fleet d'Angleterre. En outre, que signifie « port du haut » ? L'explication traditionnelle repose sur l'opposition avec Honfleur qui serait le « port du bas », or Honfleur n'a pas ce sens, de plus il n'y a pas de terme *hon qui signifie « bas » en vieux norrois et en germanique, où il signifie « haut » également.

## Histoire

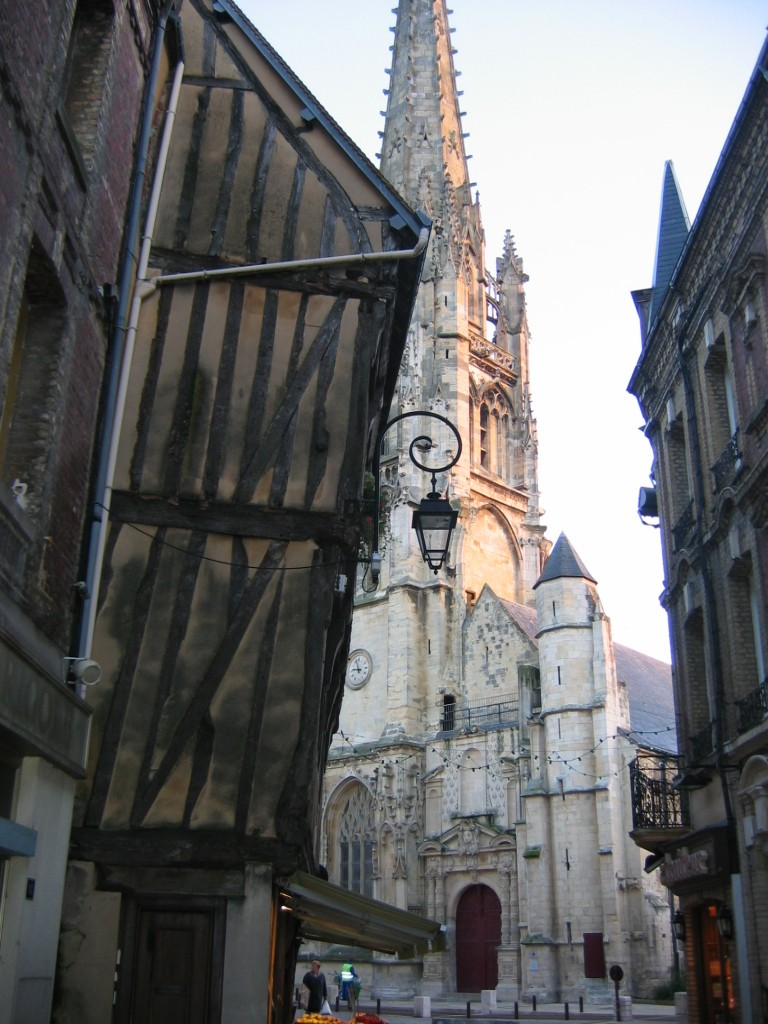
Harfleur, dans l'agglomération du Havre, église et maisons à colombages.

### Antiquité:Caracotinum, vicus gallo-romain
La ville correspond au lieu Caracotinum de l'Itinéraire d'Antonin et se trouvait sur le territoire des Calètes en Gaule belgique. Les fouilles effectuées par les archéologues ne soulignent pas une occupation importante à l'époque gauloise, contrairement à Caudebec-en-Caux.
À l'époque gallo-romaine, un vicus se développe, comme en témoigne la richesse des découvertes archéologiques. Des voies romaines sont établies et la ville devient le point de départ de la voie vers Troyes, via Iuliobona (Lillebonne). Une autre voie (disparue pendant la guerre de Cent Ans) reliait Caracotinum à la Manche (vers Fécamp).
La présence d’un fanum (sanctuaire de tradition gauloise à plan centré) dominant la Lézarde et la Seine est attestée depuis des fouilles sommaires réalisées en 1840 par Léon Fallue puis plus approfondie par Jean Lachastre en 1967. Il était entouré d'une enceinte de 13,40 mètres sur 12,80 mètres. La cella mesurait 6,10 mètres sur 5,80 mètres ; elle était pavée d'une mosaïque. D'autres objets ont été exhumés comme un petit bouc et un trépied en bronze. Ce fanum a été détruit lors des invasions barbares du Ve siècle.
Harfleur comptait également plusieurs fours de potiers des IIe et IIIe siècles, une nécropole gallo-romaine à incinération.

### Moyen Âge

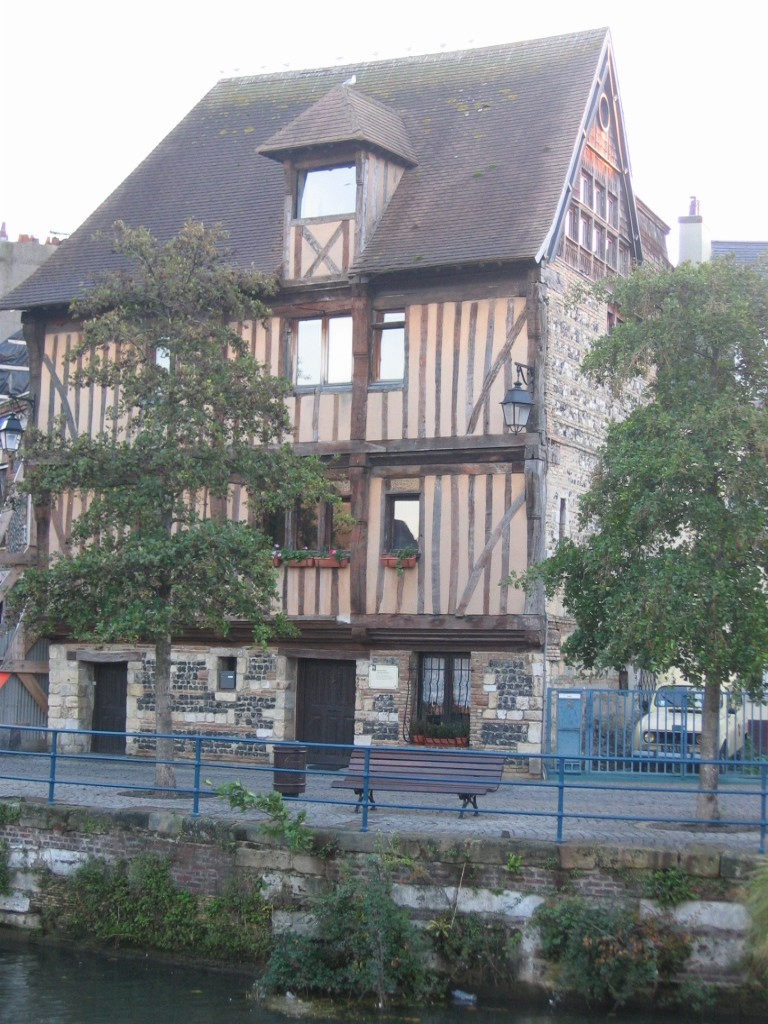
Harfleur, dans l'agglomération du Havre, maison des pêcheurs, XVe siècle.

En 1202, Jean sans Terre octroie une charte de commune. L'existence, au XIIIe siècle, d’une foire de second rang est attestée. Le port d'Harfleur est agrandi en 1281 et la ville devient la propriété du roi de France.
Au début du XIVe siècle une hanse de marchands catalans et portugais s'installe dans la ville, et en 1309 Philippe IV le Bel accorde des privilèges aux marchands portugais qui seront confirmés en 1341. De cette époque date le bâtiment nommé « le Prieuré » ou « Hôtel des Portugais ». De 1336 à 1340, Philippe VI de Valois fait armer plusieurs vaisseaux, à Harfleur et à Leure. Cette flotte périt totalement lors de la bataille de L'Écluse le 24 juin 1340.
De 1341 à 1361 la ville est ceinte d'un rempart percé de trois portes : porte de l'Eure, porte de Rouen et porte de Montivilliers. Les remparts seront restaurés au XVe siècle après les destructions de la guerre de Cent Ans. En 1369, le duc de Lancastre, Jean de Gand, envoyé par le roi d'Angleterre Édouard III, tente à deux reprises de prendre la ville mais échouera à chaque fois.
En 1415 la ville est assiégée par les Anglais. Le 13 août 1415, Henri V débarque à la pointe de la Hève et s'installe à Harfleur le 18. William Shakespeare dans Henri V évoque cet épisode. Malgré la résistance de ses habitants pendant un mois, la ville tombe aux mains du roi d'Angleterre Henri V peu avant sa victoire à Azincourt. Cette victoire est largement évoquée dans la populaire Chanson d'Azincourt. De nombreux Anglais viennent s’installer comme colons. La réalisation principale de la première occupation anglaise est l'érection d'un « chastel », vraisemblablement une tour entre 1424 et 1429. Henri V conquiert par la suite toute la Normandie qui restera anglaise jusqu’en 1450.
La mort du régent Bedford (Jean de Lancastre) le 14 septembre 1435 donne aux Normands rebelles l'occasion de se révolter. Le 28 octobre, un chef de bande, Charles des Maretz, prend la ville de Dieppe d'assaut et la libère de l'occupation anglaise. Soutenu par des petits seigneurs et par des détachements français aux ordres de la Hire, les paysans se soulèvent amenant la libération de Fécamp et d'Harfleur par Jean de Grouchy qui parvient avec l'appui du dauphin Louis, le futur Louis XI, et une centaine de partisans à prendre et à se maintenir dans la place. S'ensuit une riposte anglaise ; les paysans sont massacrés et les villes reprises à l'exception d'Harfleur qui résistera jusqu'en 1447 et Dieppe, que les Anglais ne pourront jamais enlever. Harfleur n’est définitivement libérée par l'armée royale de Charles VII, lors du recouvrement de la Normandie, le 1er janvier 1450, après un siège de vingt jours, mais le port s’ensable déjà.

#### Harfleur, principal port de Normandie
Du IXe au XVIe siècle, Harfleur est le principal port de la Normandie, d'où son surnom de « Souverain port de Normandie et Clef du royaume de France ». L’estuaire de la Seine était alors encadré par les ports d'Harfleur sur la rive droite et de Honfleur sur la rive gauche.
Harfleur est une ville close qui dispose d'un port militaire et arsenal royal dit « Clos aux Galées » créé à partir de 1391 par Charles VI au sud de la ville. Le clos est un bassin entouré d'une enceinte fortifiée. Il fonctionne grâce au flux qui remonte le cours de la Lézarde. Isolée au milieu de ce clos se dressait la « Tour perdue » ou « Chatelet », et elle était le cœur de défense de la partie portuaire de la ville, ajoutant la fonction d'amer et de vigie. C'est un certain Jacques Vaillant, maîtres des œuvres de maçonnerie, qui l'aurait construite, entre 1425 et 1429, pour le compte des Anglais. Grâce à la miniature des Vigiles de Charles VII et au graffito de l'église paroissiale où est figuré le tocsin dressé à son sommet et les fenêtres à croisées du dernier étage de la tour, on a une idée précise de son architecture. En 2015, on a découvert ses vestiges. Un tronçon de parement courbe a permis de restituer son diamètre d'origine estimé entre 18 et 19 mètres avec une épaisseur de mur à la base d'environ 5,50 mètres, qui en fait l'une des plus imposantes de la France médiévale. Elle était construite en pierre de Caen et sa base présente un léger fruit. Des restes de substructions rectangulaires, saillant de 1,10 mètre et larges de 4,57 mètres correspondrait à une partie reliant la tour avec la porte aux Cerfs. On a découvert également une salle basse de 5,90 mètres de diamètre avec le départ d'un escalier à vis, composé de quatre marches monolithes qui n'a pu être fouillée, et un conduit de latrines de 1,60 × 0,51 mètre reconnaissable à sa face en glacis en forte inclinaison côté intérieur de la tour, qui a lui put être vidé sur une hauteur de 1,60 mètre. À l'issue de la fouille, les vestiges ont été ré-enfouis sous le plateau piétonnier afin de les protéger.

### Temps modernes: déclin de l'activité portuaire
L'envasement progressif de la Seine et la fondation du Havre en 1517 condamnèrent définitivement l'activité portuaire. Les fortifications seront démantelées en 1621.
De 1609 à 1615, pendant six années d'affilée, la peste fait de nombreuses victimes à Harfleur et dans tous les environs.

### Époque contemporaine
Le 1er juillet 1971, le quartier de Caucriauville est détaché d'Harfleur et intègre la commune du Havre.

## Politique et administration

### Jumelages
- Rollo (Burkina Faso)[52] ;
- Bramsche (Allemagne)[52] ;
- Lindow (Allemagne)[52].

## Population et société

### Démographie
L'évolution du nombre d'habitants est connue à travers les recensements de la population effectués dans la commune depuis 1793. Pour les communes de moins de 10 000 habitants, une enquête de recensement portant sur toute la population est réalisée tous les cinq ans, les populations de référence des années intermédiaires étant quant à elles estimées par interpolation ou extrapolation. Pour la commune, le premier recensement exhaustif entrant dans le cadre du nouveau dispositif a été réalisé en 2006.

En 2022, la commune comptait 8 296 habitants, en évolution de −1,34 % par rapport à 2016 (Seine-Maritime : +0,35 %, France hors Mayotte : +2,11 %).
| 1793  | 1800  | 1806  | 1821 | 1831  | 1836  | 1841  | 1846  | 1851  |
| ----- | ----- | ----- | ---- | ----- | ----- | ----- | ----- | ----- |
| 1 413 | 1 776 | 1 622 | 100  | 1 427 | 1 583 | 1 611 | 1 586 | 1 532 |

| 1856  | 1861  | 1866  | 1872  | 1876  | 1881  | 1886  | 1891  | 1896  |
| ----- | ----- | ----- | ----- | ----- | ----- | ----- | ----- | ----- |
| 1 708 | 1 744 | 1 966 | 1 847 | 2 073 | 2 210 | 2 467 | 2 307 | 2 340 |

| 1901  | 1906  | 1911  | 1921  | 1926  | 1931  | 1936  | 1946  | 1954  |
| ----- | ----- | ----- | ----- | ----- | ----- | ----- | ----- | ----- |
| 2 686 | 3 118 | 3 320 | 4 675 | 5 080 | 5 012 | 5 028 | 5 103 | 7 495 |

| 1962  | 1968  | 1975   | 1982  | 1990  | 1999  | 2006  | 2011  | 2016  |
| ----- | ----- | ------ | ----- | ----- | ----- | ----- | ----- | ----- |
| 9 262 | 9 872 | 10 102 | 9 703 | 9 180 | 8 517 | 8 204 | 8 197 | 8 409 |

| 2021  | 2022  | - | - | - | - | - | - | - |
| ----- | ----- | - | - | - | - | - | - | - |
| 8 315 | 8 296 | - | - | - | - | - | - | - |

### Manifestations culturelles et festivités

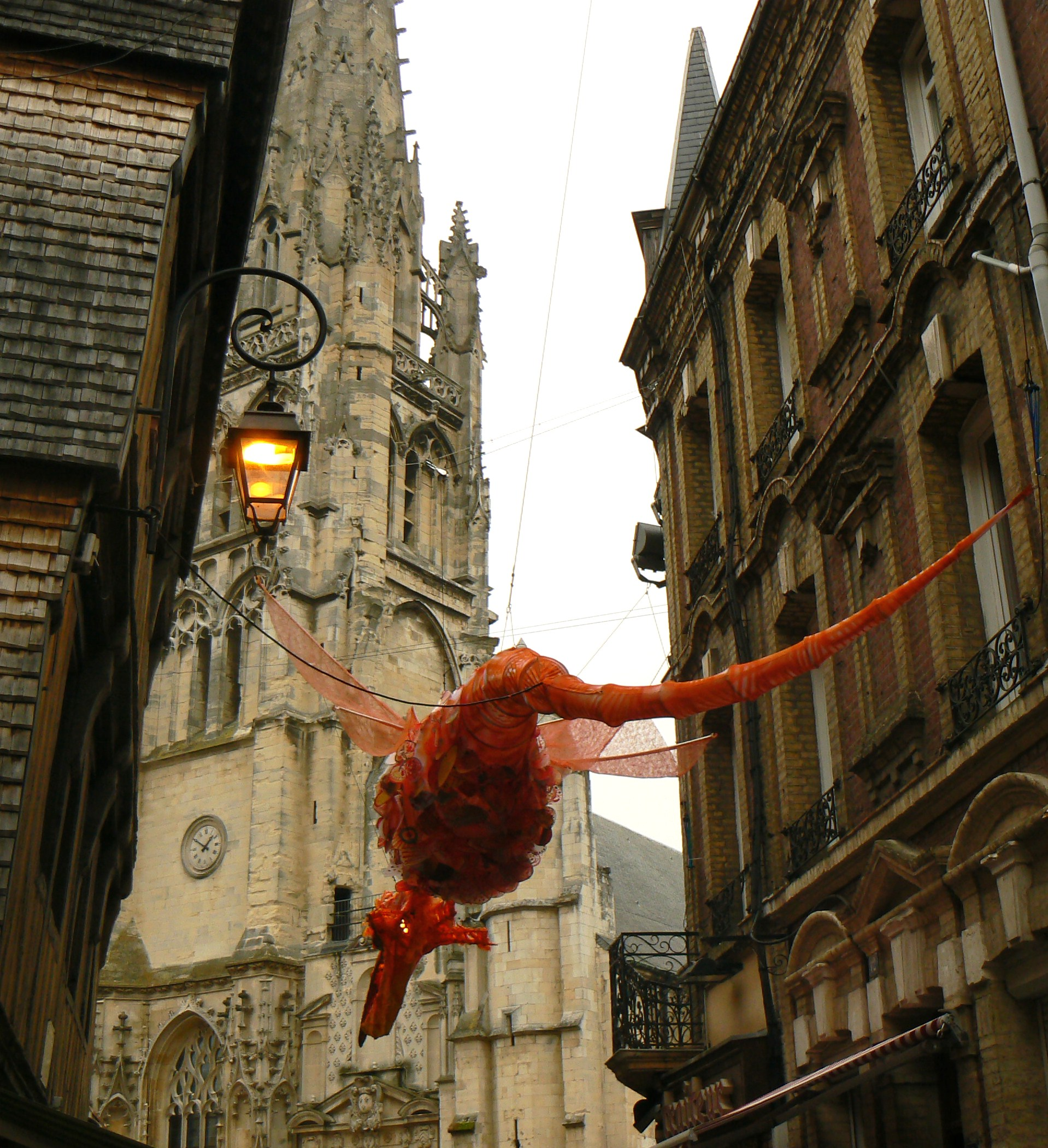
Dragon devant l’église (2009).

La fête de la scie qui a lieu depuis le Moyen Âge.

## Culture locale et patrimoine

### Lieux et monuments

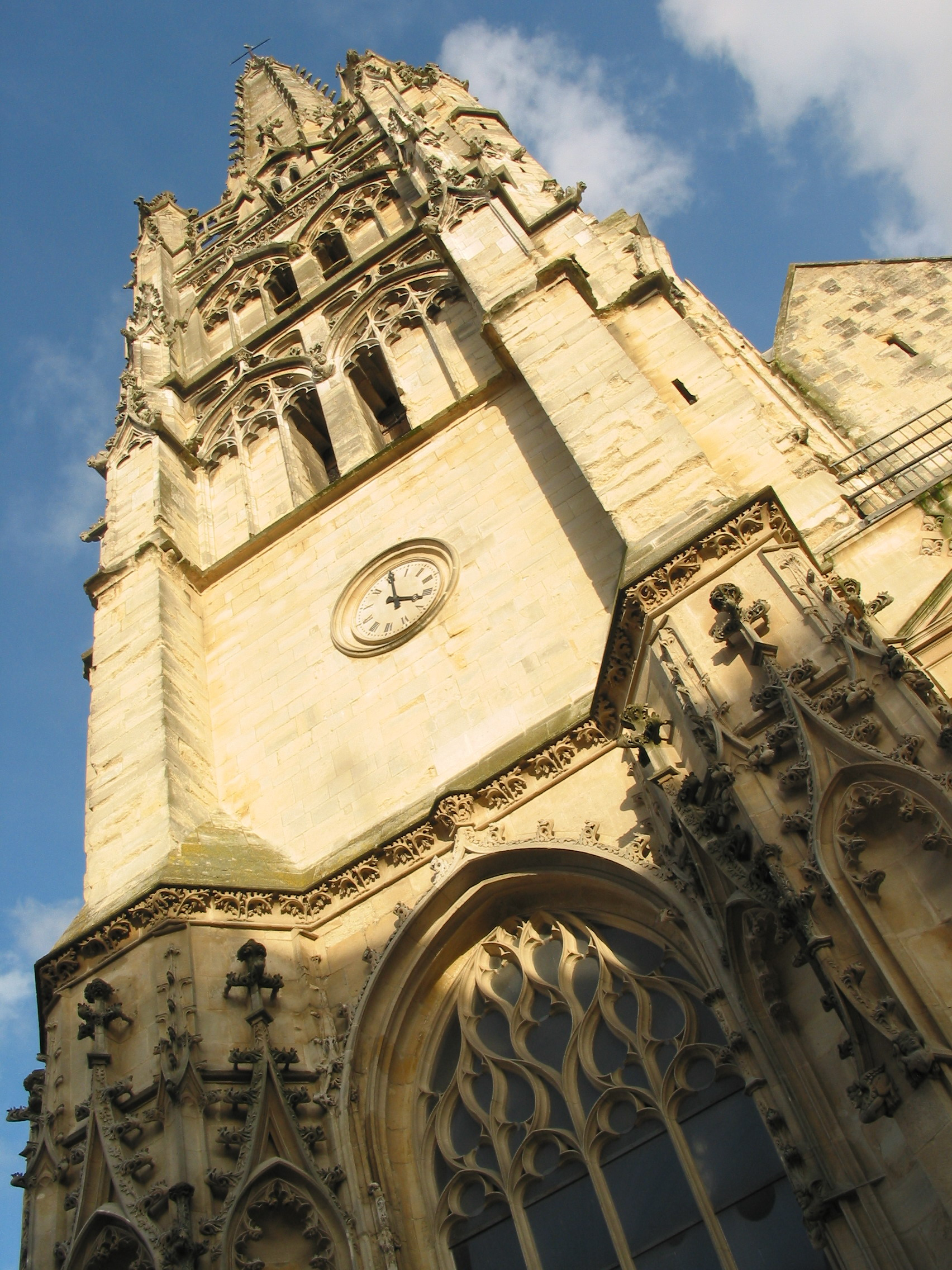
L'église d'Harfleur datant du XVe siècle.

La commune compte trois monuments historiques :
- l’église Saint-Martin de la fin du XVe siècle ; graffitis de marins ; retable classé ; clocher considéré comme le « phare du pays de Caux » ; vitraux de Bernard Piffaretti inaugurés en janvier 2012[57],[58],[59] ;
- le prieuré ou ancien hôtel des Portugais (ancienne auberge du Moyen Âge) qui abrite un musée d'archéologie et d'histoire, le musée du Prieuré[60] ;
- le château[61].

La base Mérimée répertorie au total 92 notices, notamment :
- berges de la Lézarde ;
- remparts médiévaux (1350-1390) avec, la porte aux cerfs, la porte de Rouen ;
- trois hôtels dont :
  - l’hôtel de la Rose Blanche du XIVe siècle, nos 3 à 7 rue Bat-de-l’Orge[62],
  - l’hôtel Orléans du XVIIe siècle, nos 8 à 14 rue Gambetta[63],
  - l’hôtel de voyageurs dit hôtel du Commerce du XIXe siècle, nos 31 et 33 rue de la République[64].
- plusieurs maisons dont :
  - maison du ou des Pêcheurs du XVe siècle, no 10 rue du Grand-Quai[65].
- château, actuel hôtel de ville[66] : Pierre Coste, seigneur de Saint-Supplix, fils d'un bourgeois anobli en 1593, achète des terres situées au droit des anciens remparts et fossés de la ville au roi Louis XIII en 1636.

Sur ses terres, il fait élever un château qui est terminé en 1653 et il achète à la paroisse une partie des terrains près du presbytère situé rue Notre-Dame, actuelle rue de la République. En 1657, le domaine devient un fief sous le nom de Saint-Martin d'Harfleur qui change de nom en 1600 à la suite des protestations de l'abbaye de Montivilliers en fief d'Harfleur avec le titre de gouverneur d'Harfleur.
Le château appartient à la famille La Bedoyère au XIXe siècle, qui le fait restaurer en 1851 par l'architecte Charles Louis Fortuné Brunet-Debaines (1801-1862) puis, en 1873, par Viollet-le-Duc.
Charles Schneider achète le château en 1910.
La ville d'Harfleur achète le château aux établissements Schneider en 1953 pour en faire l'hôtel de ville, et le fait restaurer par l'architecte Liot avec comme assistants les architectes Franche et Alleaume.
Le château est un bel exemple d'architecture de style Louis XIII.

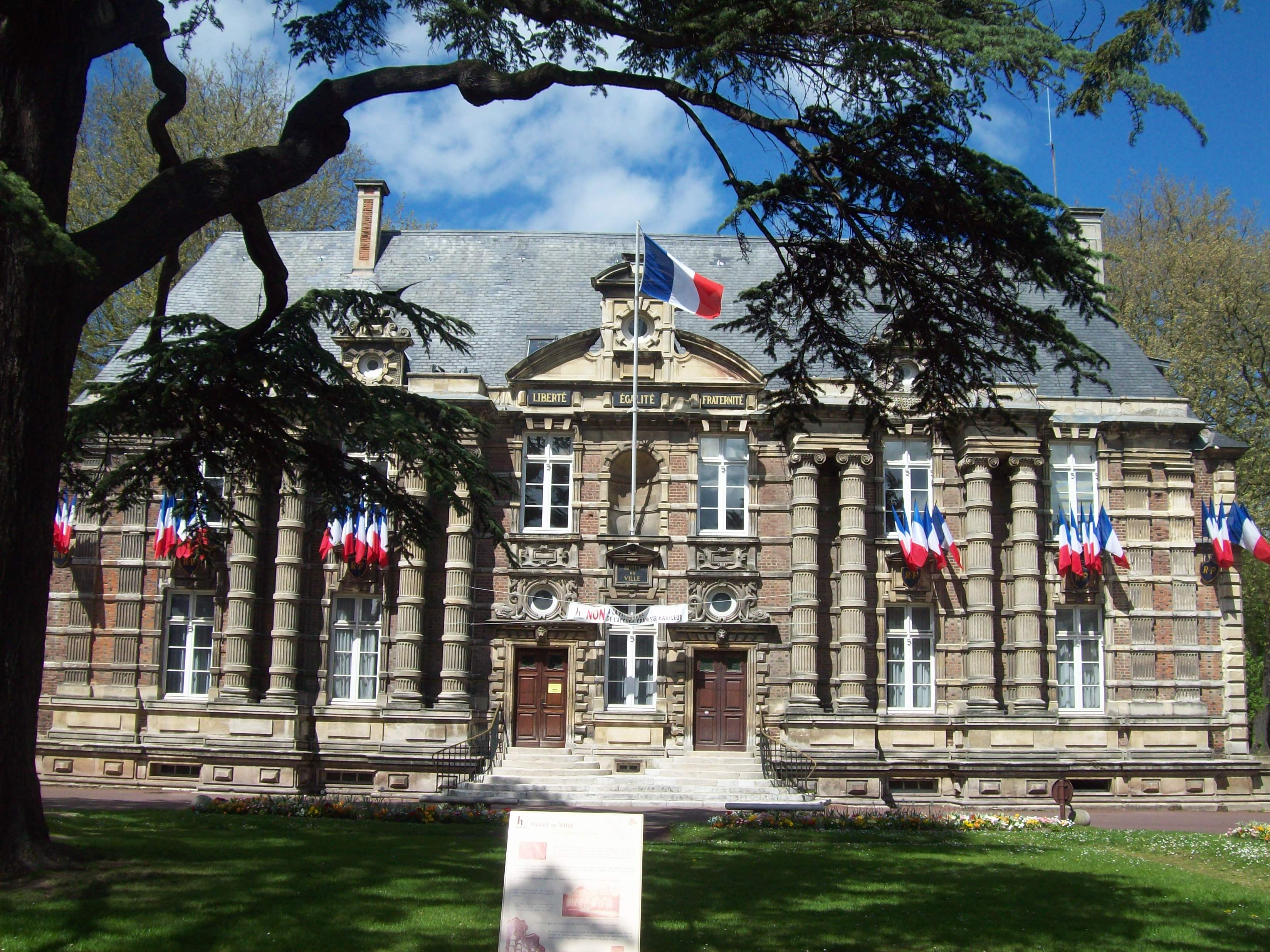
L'ancien château de ville du XVIIe siècle siège de l'Hôtel-de-Ville.
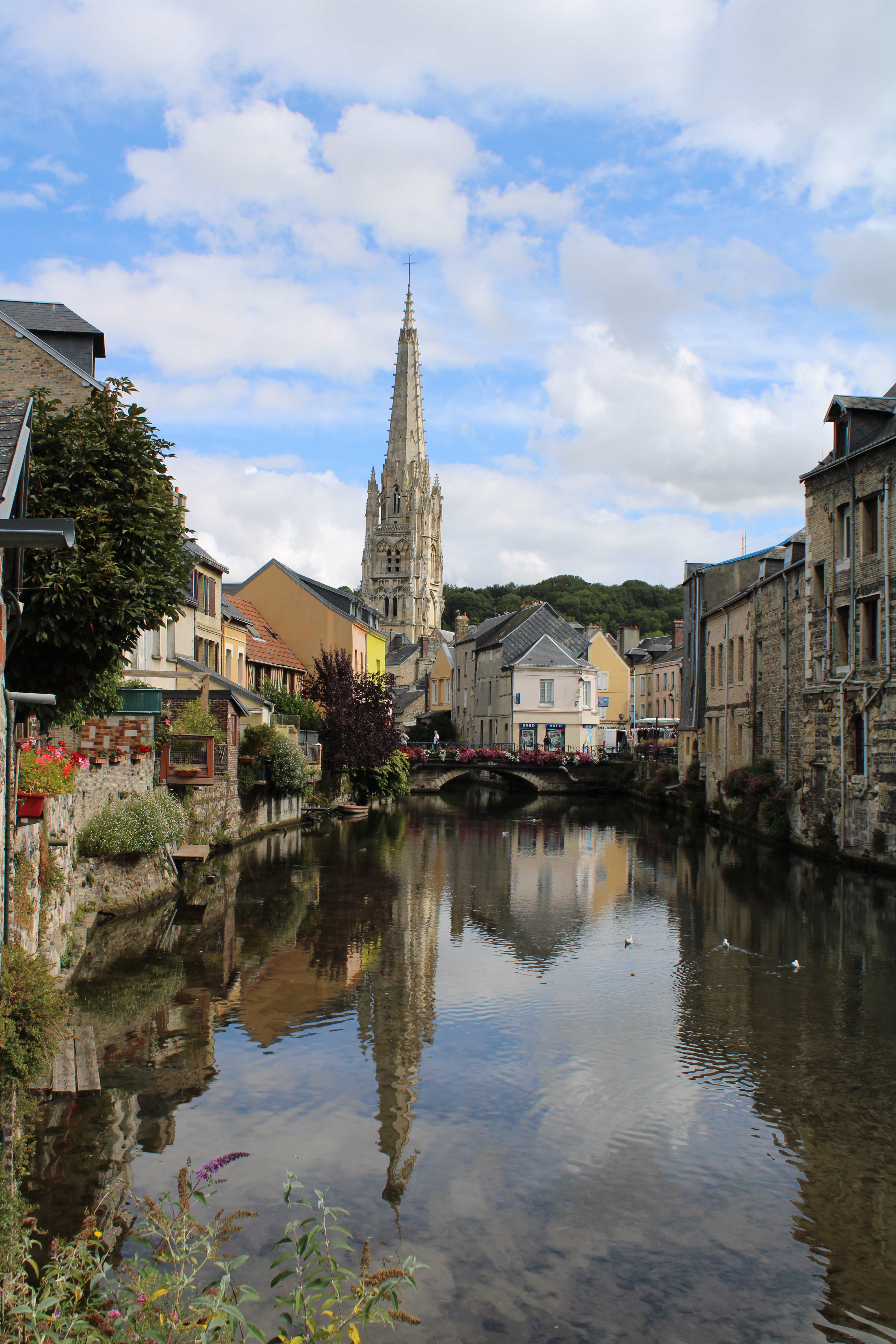
L'église se reflétant dans la rivière La Lézarde.
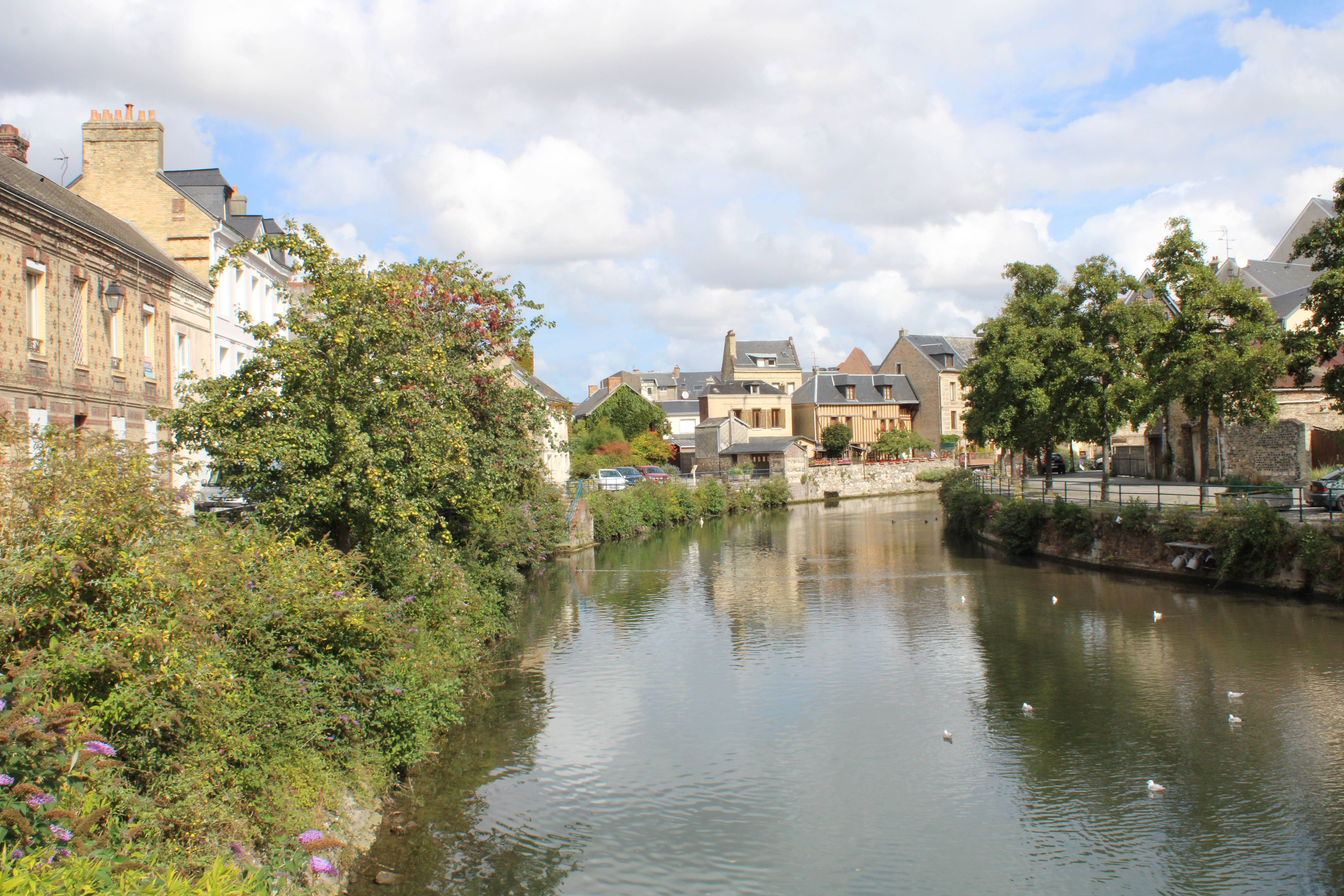
Le quai de la douane.
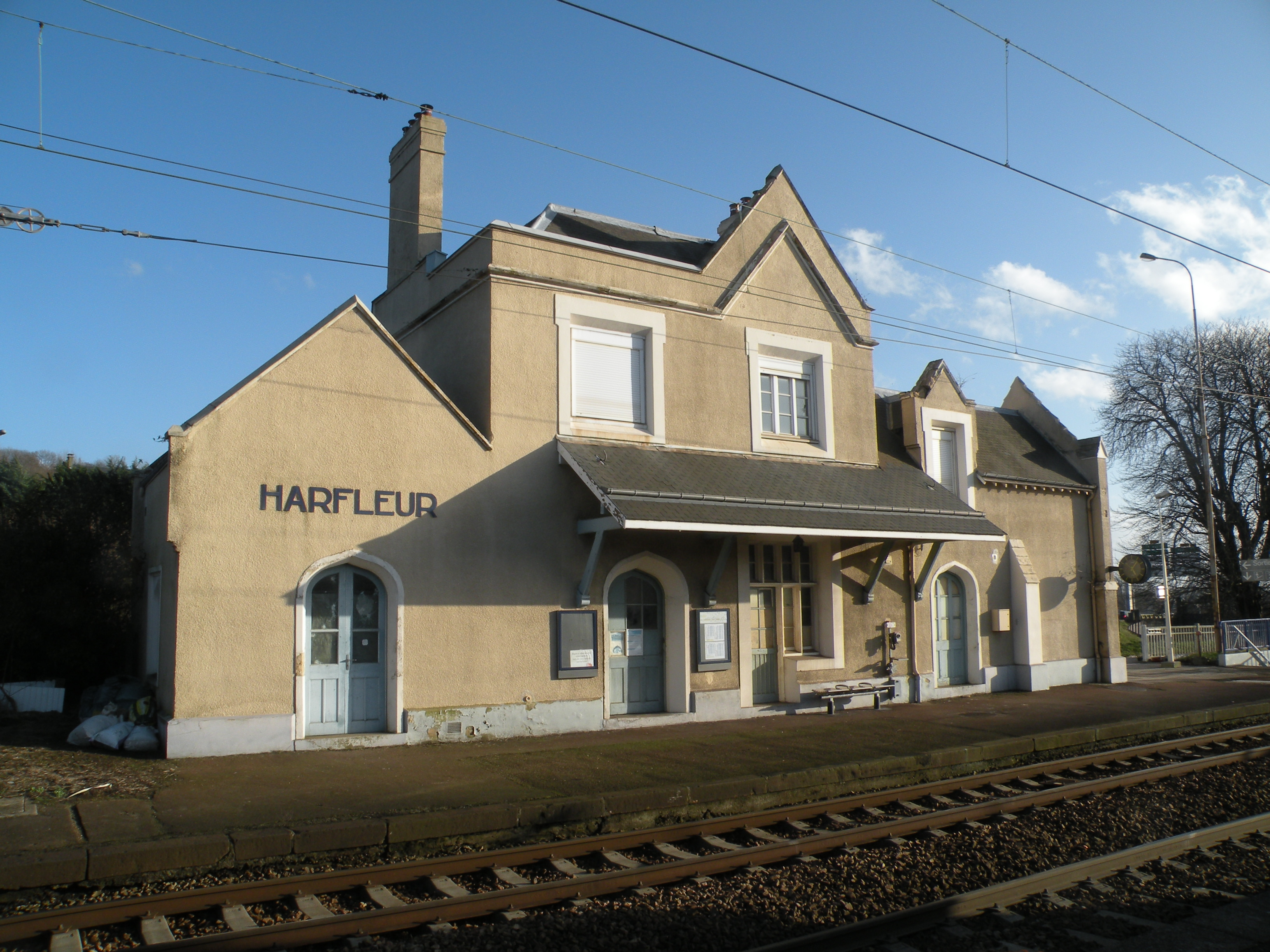
La gare.
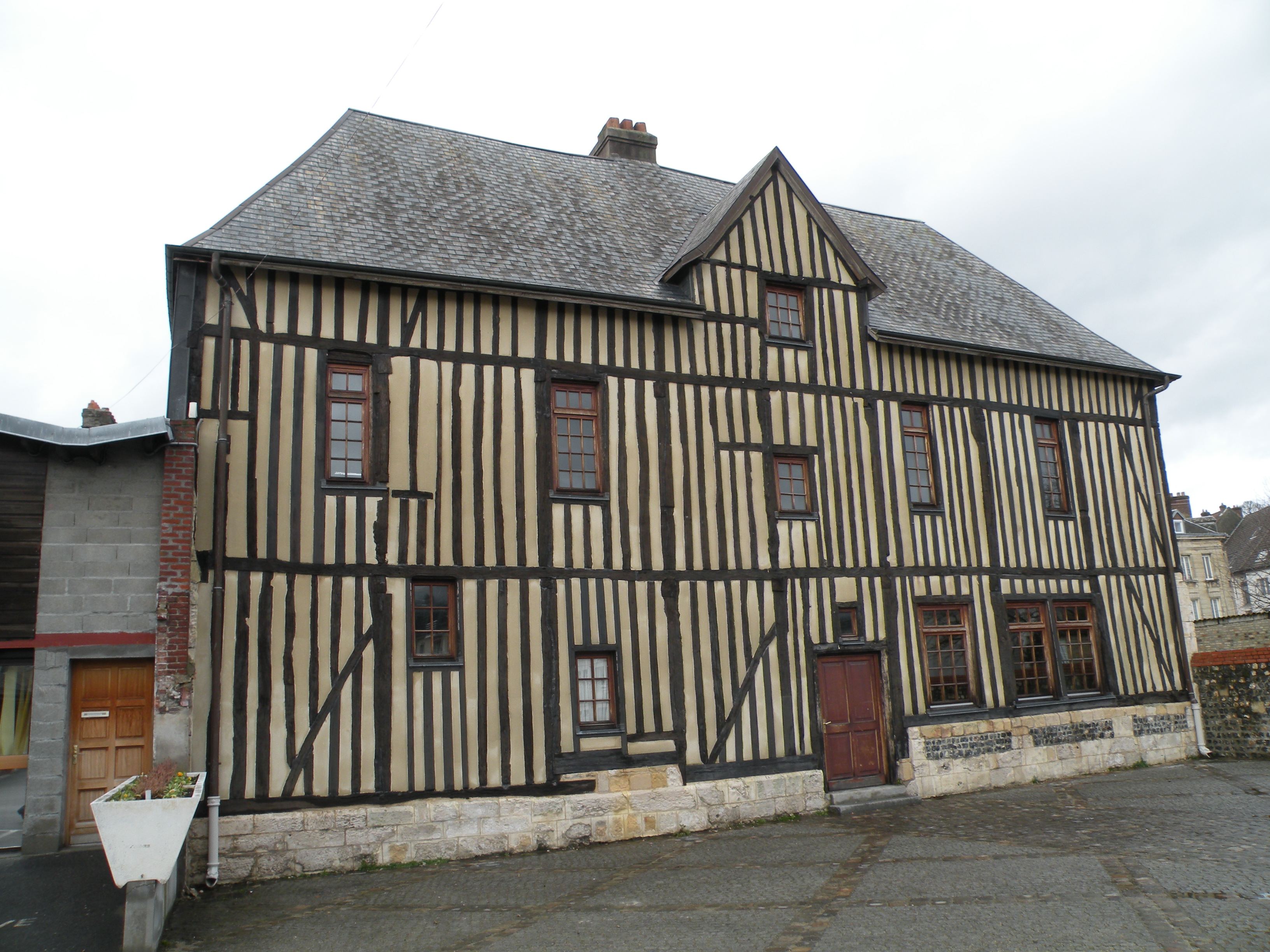
L'hôtel Braquehaye.
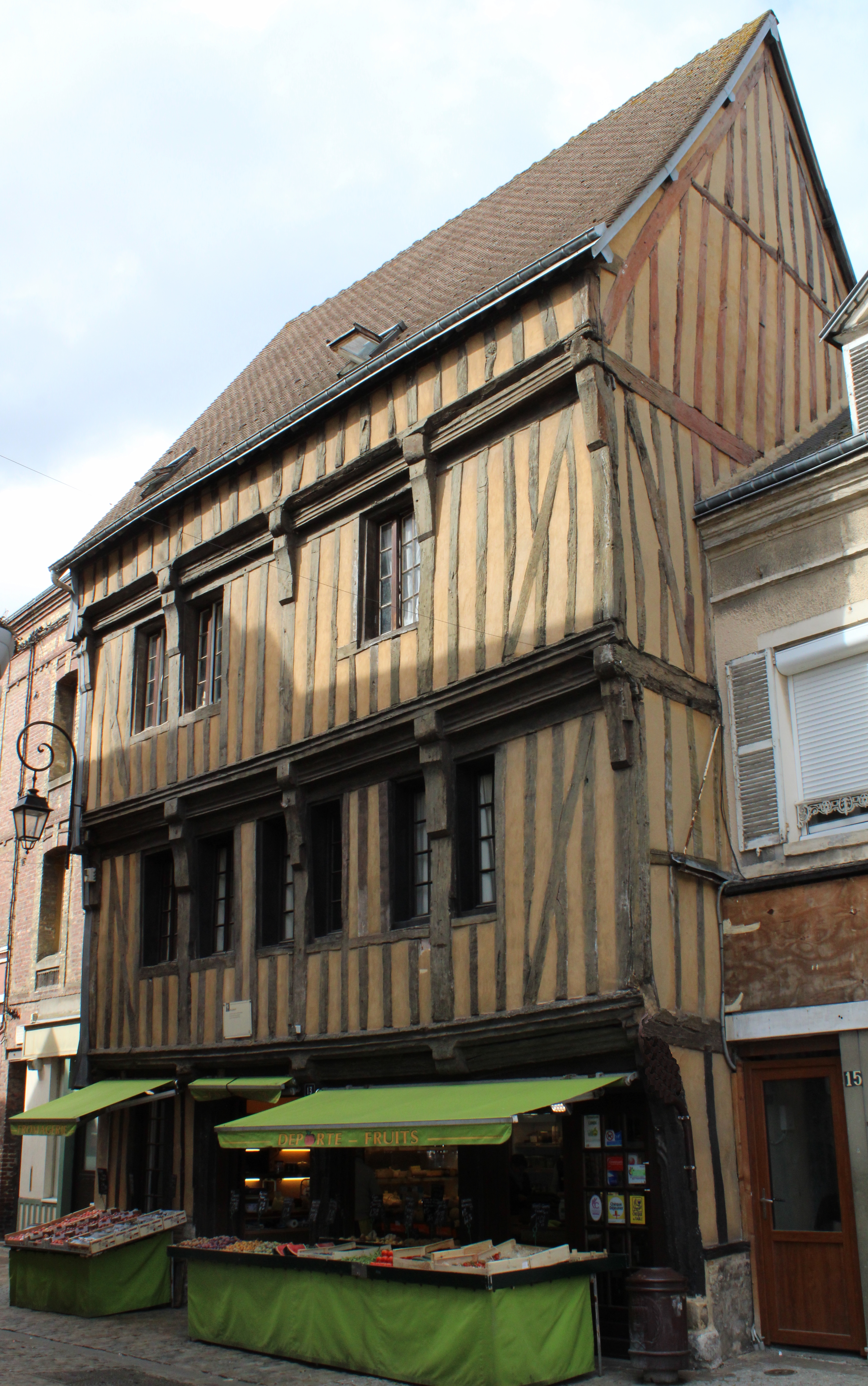
Maison du XVe siècle entièrement en pans de bois, façade à encorbellements et son étal de fruits et légumes.

### Harfleur vue par les artistes duXIXesiècle
Le quai de la douane avec ses maisons bordant la Lézarde, le vieux pont, la flèche de l'église, l'animation du port, a inspiré de nombreux artistes.

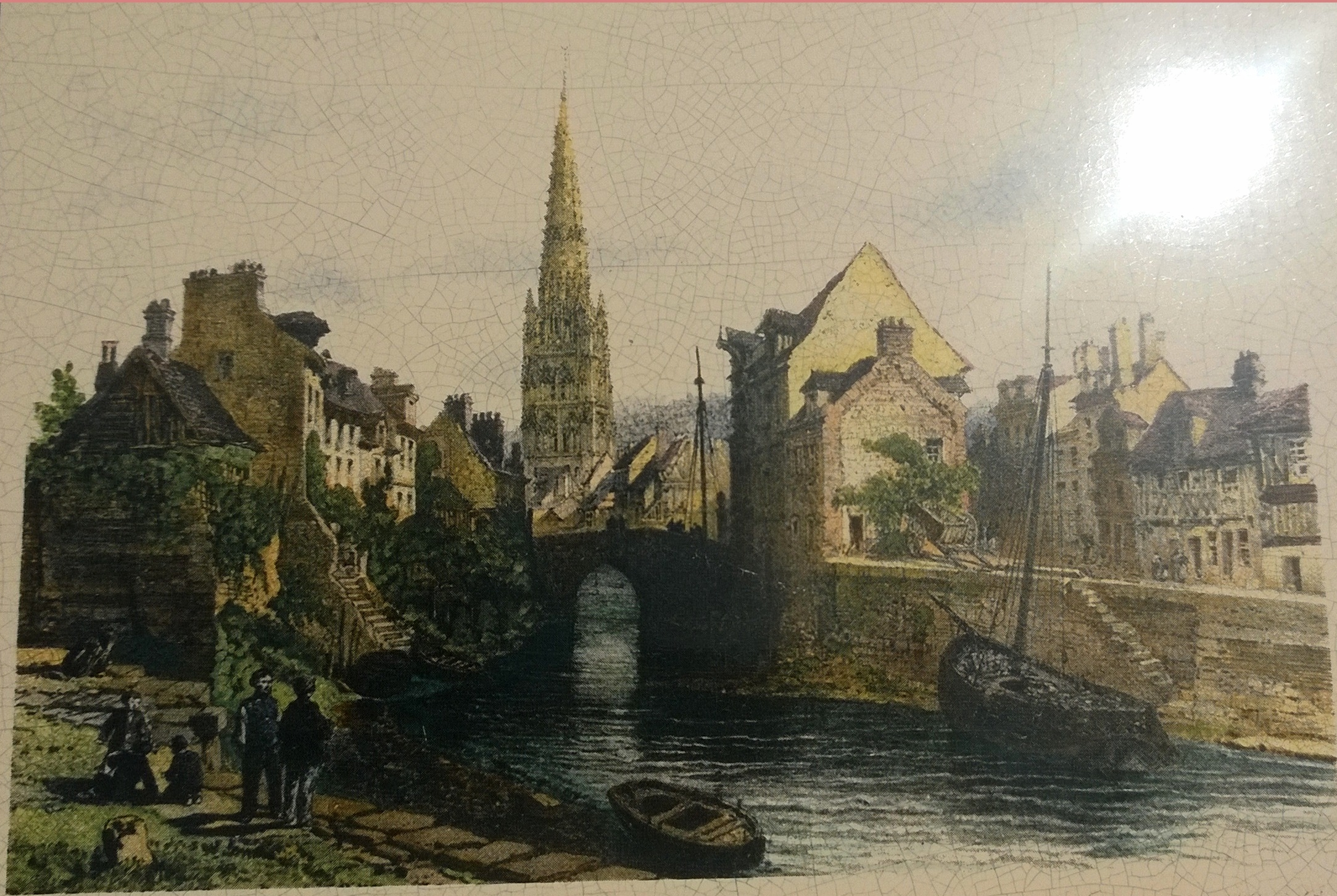
Le quai de la douane (peinture de William Turner (vers 1830).
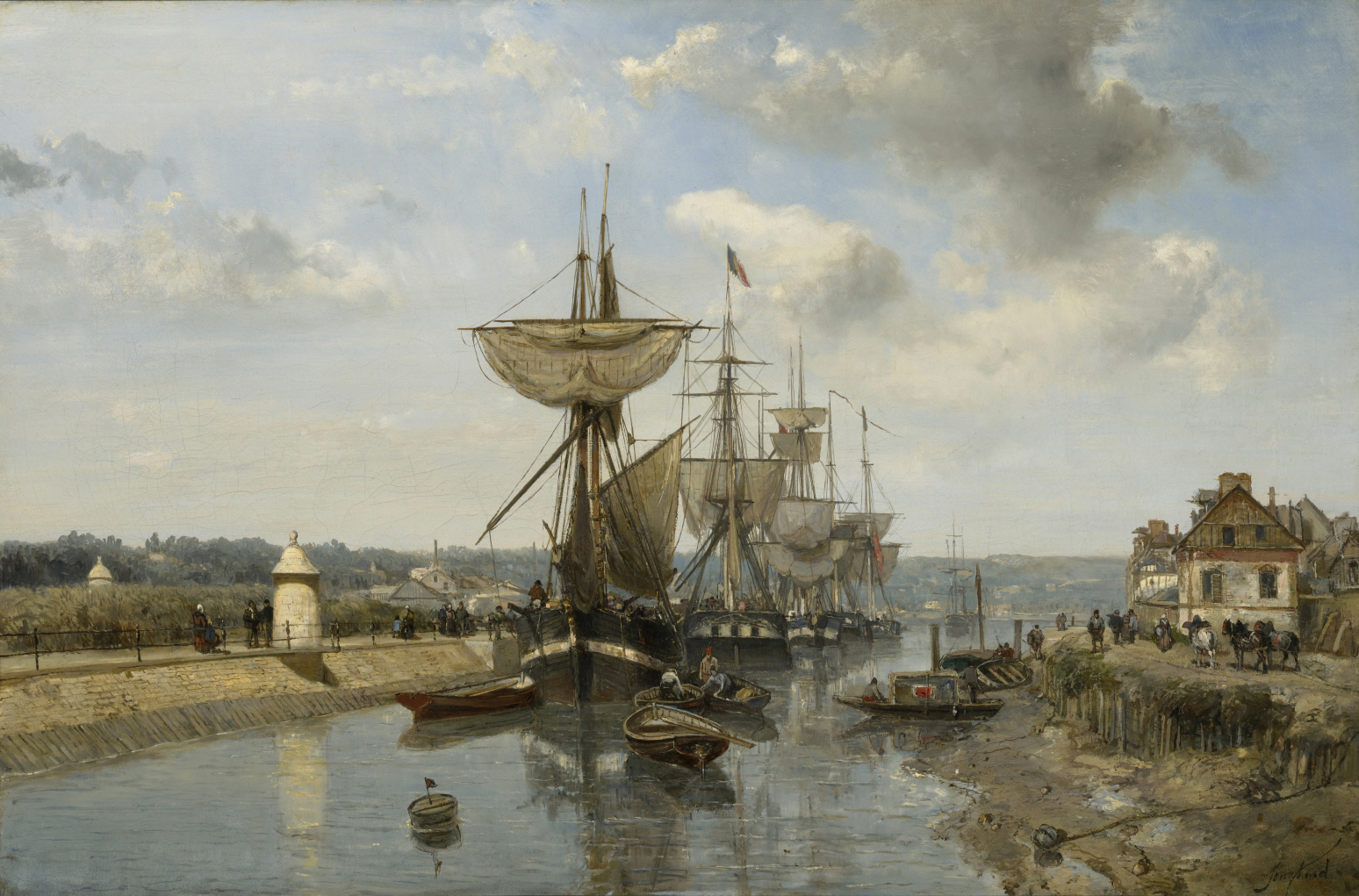
Frégates dans le port d'Harfleur par Johan Barthold Jongkind (vers 1850).
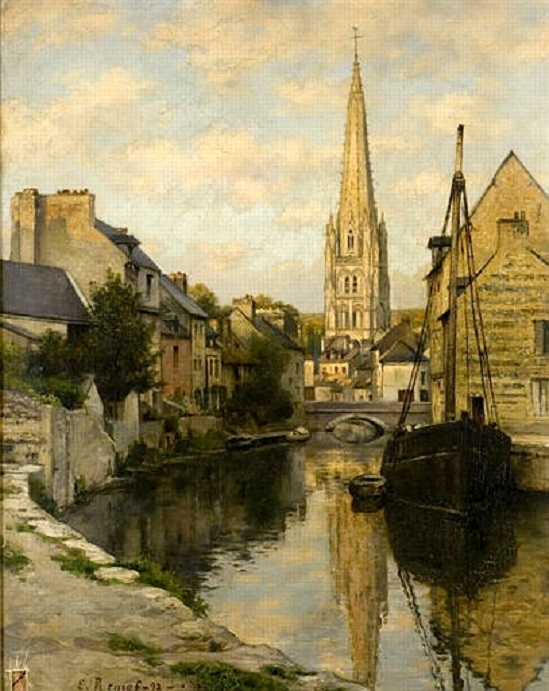
Le quai de la douane. Peinture d'Émile Renouf (vers 1880).
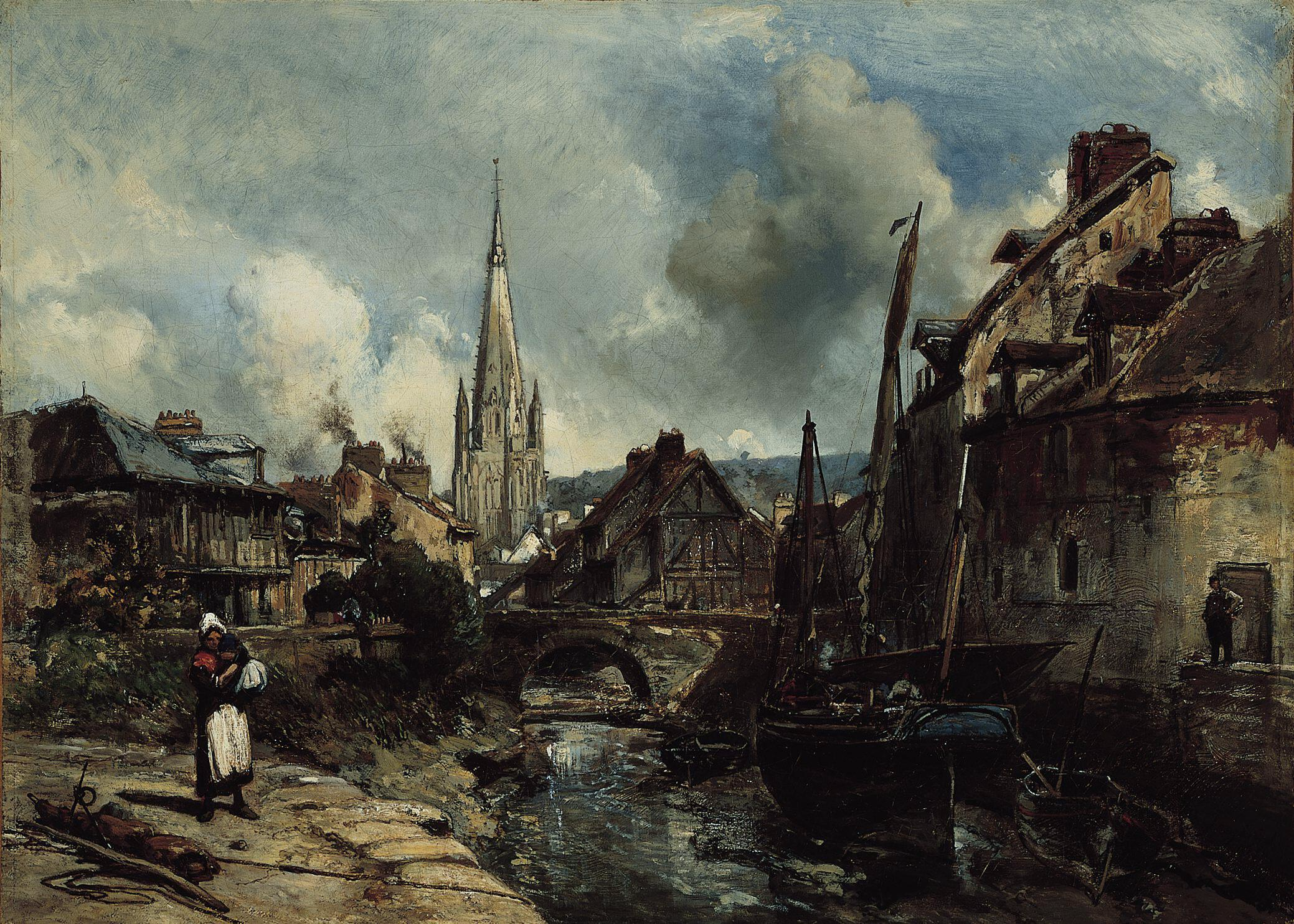
Le port d'Harfleur par Johan Barthold Jongkind (1852)..
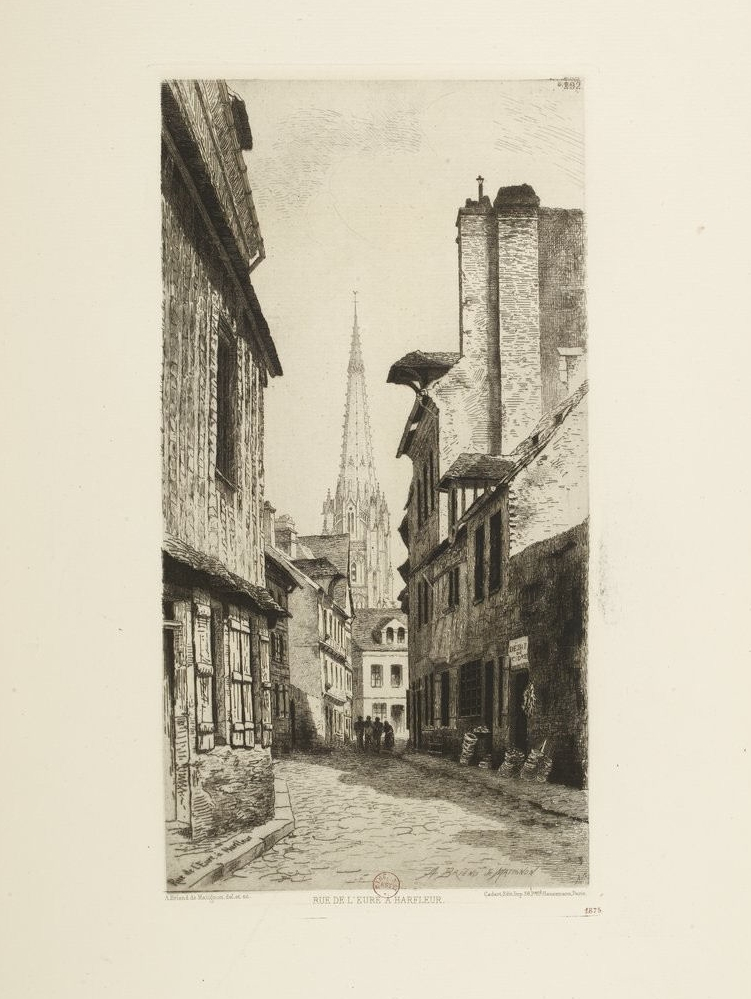
La rue de l'Eure. Gravure du XIXe siècle (Bibliothèque nationale).

### Cartes postales anciennes

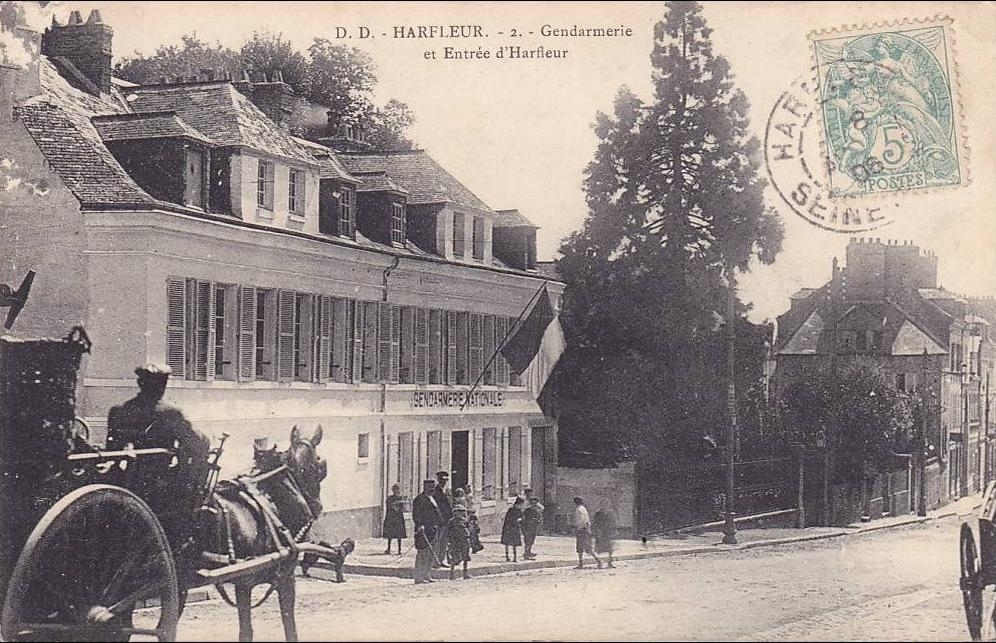
Entrée de la ville vers 1905.
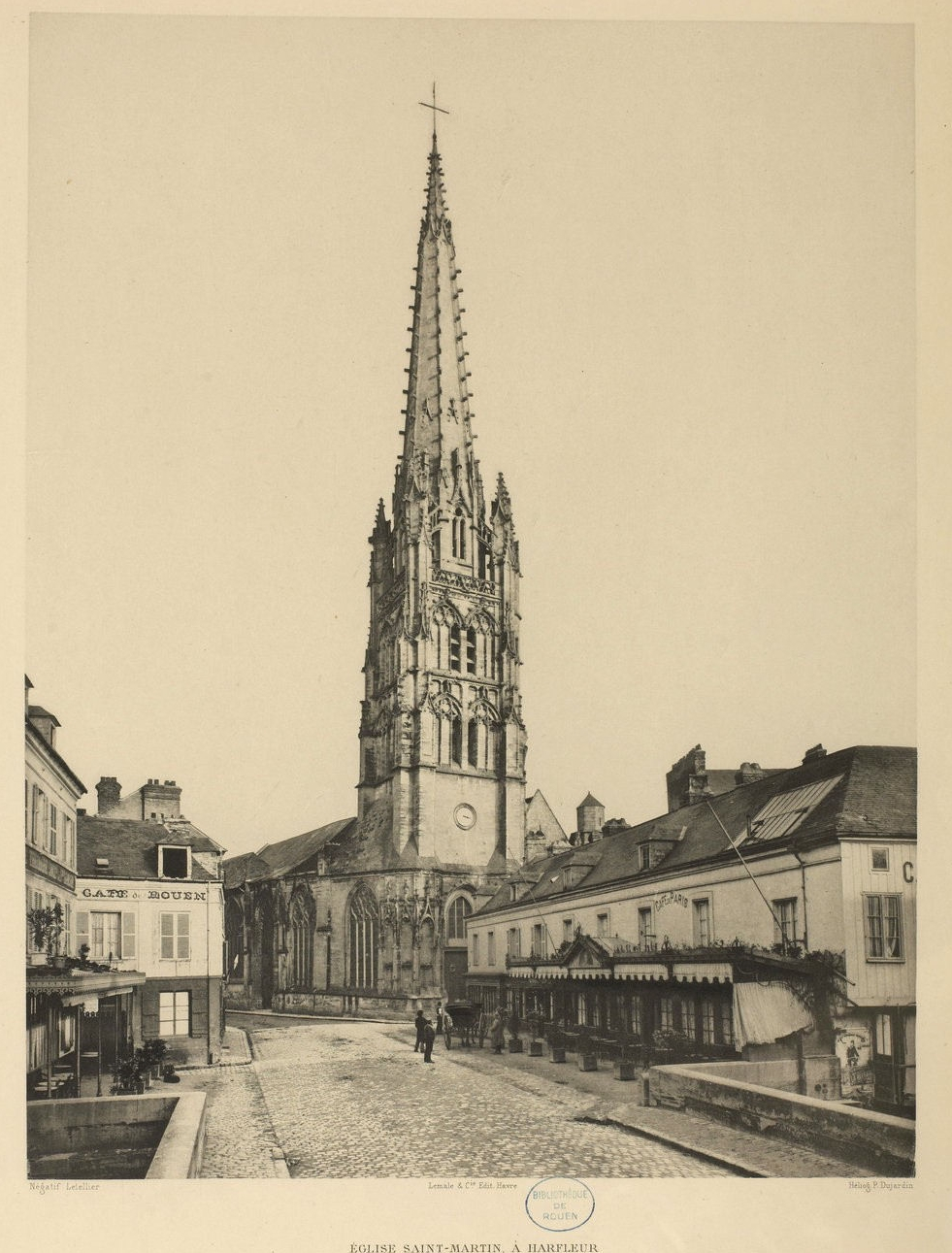
La rue de la République et l'église vers 1900.
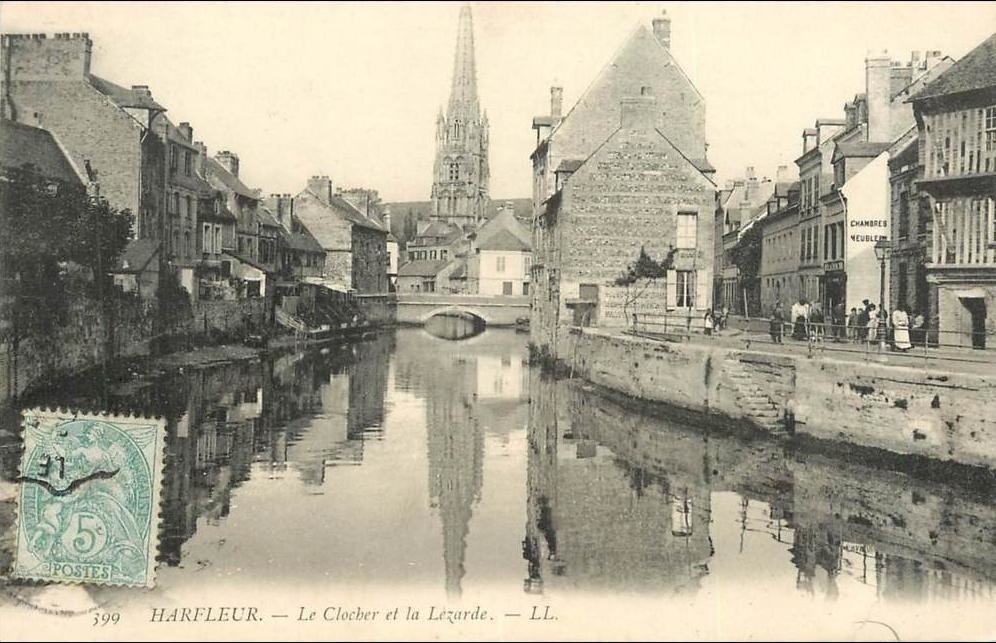
Le quai de la douane.
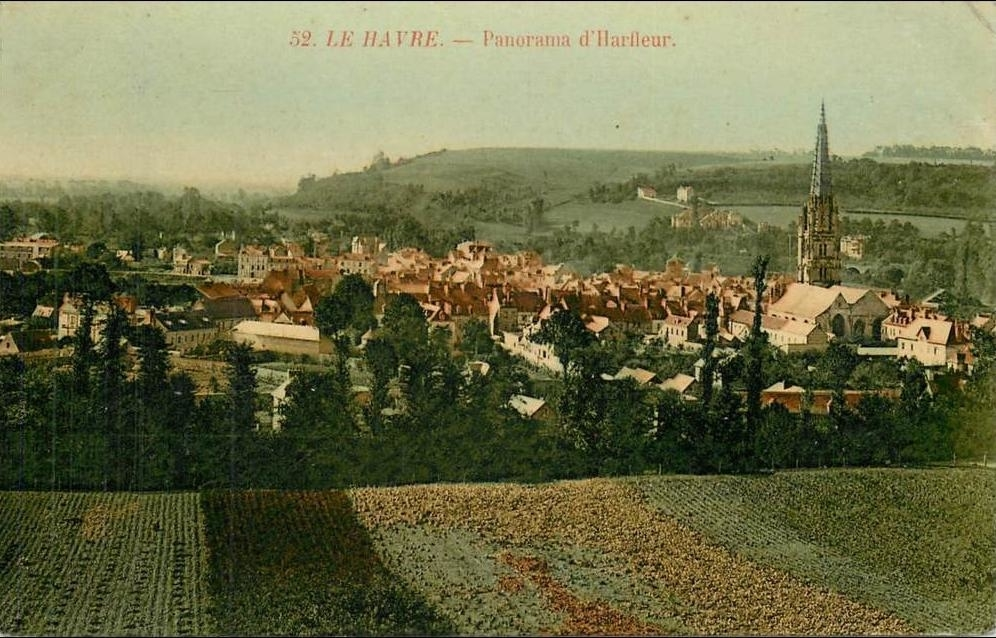
Panorama de la ville vers 1910.
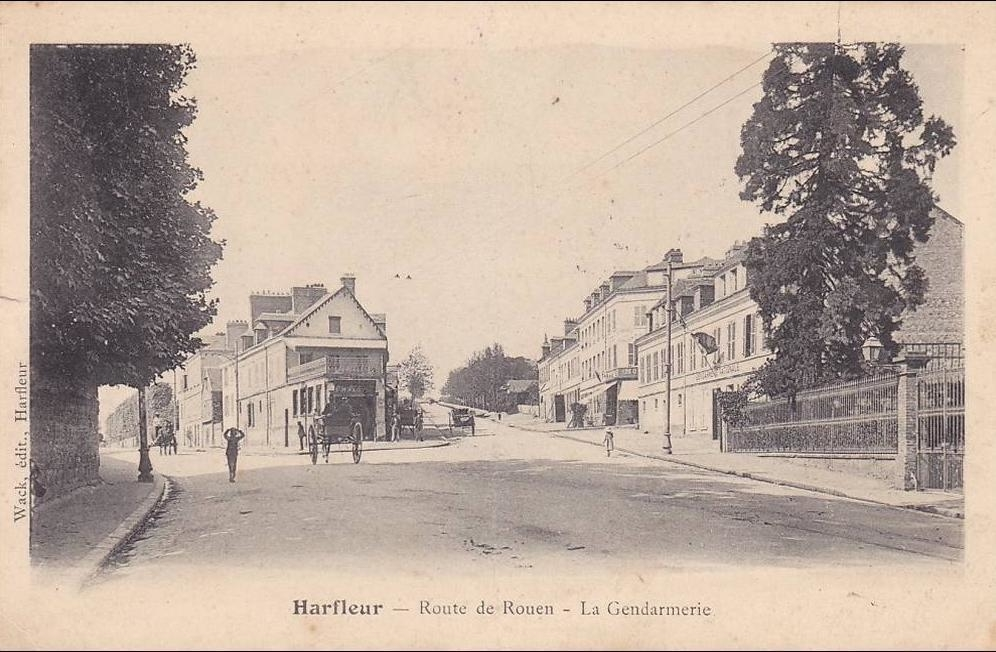
La route de Rouen.
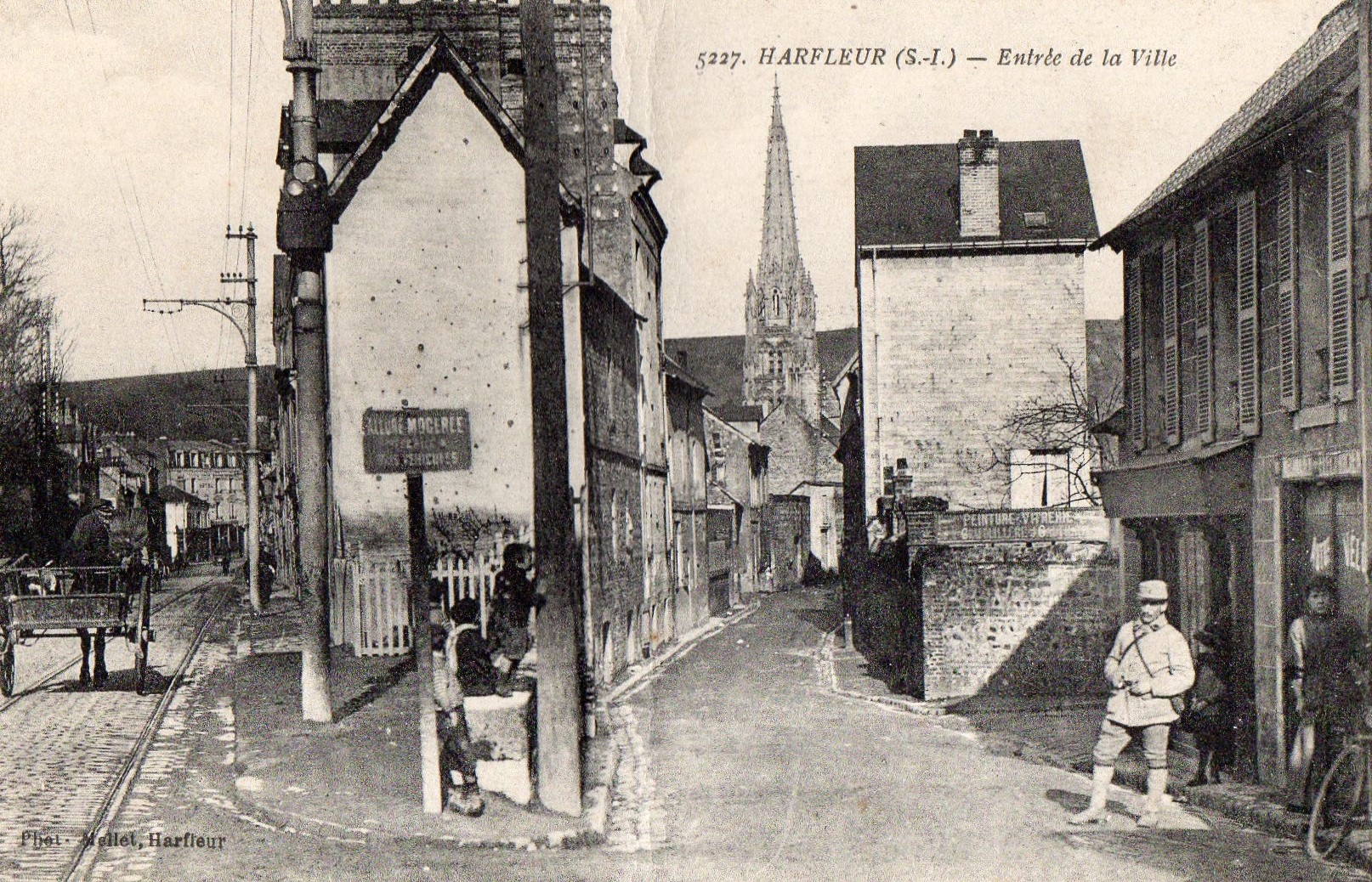
La rue de la République vers 1910.

### Personnalités liées à la commune
- Victor Hugo, né le 26 février 1802, écrivain, poète et dramaturge français ayant cité la commune d'Harfleur dans son célèbre poème Demain, dès l'aube… tiré du recueil Les Contemplations publié en 1856.
- Auguste Autin (1809-1889), photographe, né et mort à Harfleur.
- Alexandre Cardet (1856-1941), homme politique, député de la Seine de 1902 à 1906.
- Georges Buchard (1893-1987), escrimeur, deux fois champion olympique par équipe.
- Stéphane Canu, né en 1968, footballeur finaliste de la Coupe de France 2000 avec le Calais RUFC.
- Stéphane Arguillère, né en 1970, tibétologue français.
- Grégory Anquetil, né le 14 décembre 1970, handballeur international français.
- Vikash Dhorasoo, né le 10 octobre 1973, footballeur international français.
- David Auradou, né le 13 novembre 1973, joueur de rugby international français.
- Christophe Ono-dit-Biot, né le 24 janvier 1975, écrivain et journaliste français.
- Charles N'Zogbia, né le 28 mai 1986, footballeur international français.

### Héraldique
|  | Les armes de la commune d'Harfleur se blasonnent ainsi : D'azur au navire de trois-mâts et château arrière pavillonnés, les voiles ferlées le tout d'argent sur une mer du même. (autre blasonnement : D'azur à trois tours d'or, rangées 2 et 1 sommées chacune d'une fleur de lis du même; les fleurs de lis rangées en chef. (D'Hozier)) |